# You're in My Heart (The Final Acclaim)
You're in My Heart (The Final Acclaim) è un singolo del 1977 del cantante rock britannico Rod Stewart, estratto dall'album Foot Loose & Fancy Free.
La canzone si rivelò un notevole successo internazionale, raggiungendo la top ten di numerose classifiche nazionali: tra queste, la posizione n. 4 nella Billboard Hot 100 statunitense, la n. 3 nelle classifiche britanniche, la n. 2 in quelle irlandesi, nonché il primo posto in quelle australiane e canadesi.
Il testo del brano menziona due delle squadre di calcio del cuore di Stewart: "Celtic, United". La copertina interna dell'album Foot Loose & Fancy Free contiene inoltre delle opere d'arte con le denominazioni "Glasgow Celtic" e "Manchester United" che fuoriescono dallo stereo di un'automobile.

## Classifiche

### Classifiche settimanali
| Classifica (1977/78)             | Posizione massima |
| -------------------------------- | ----------------- |
| Australia                        | 1                 |
| Belgio (Fiandre)                 | 13                |
| Belgio (Vallonia)                | 46                |
| Canada                           | 1                 |
| Irlanda                          | 2                 |
| Norvegia                         | 8                 |
| Nuova Zelanda                    | 2                 |
| Paesi Bassi                      | 8                 |
| Regno Unito                      | 3                 |
| Stati Uniti                      | 4                 |
| Stati Uniti (adult contemporary) | 17                |
| Sudafrica                        | 7                 |

### Classifiche di fine anno
| Classifica (1977) | Posizione |
| ----------------- | --------- |
| Australia         | 23        |
| Nuova Zelanda     | 32        |
| Paesi Bassi       | 39        |
| Regno Unito       | 25        |
| Classifica (1978) | Posizione |
| Canada            | 36        |
| Stati Uniti       | 37        |